# Chiese di Isernia

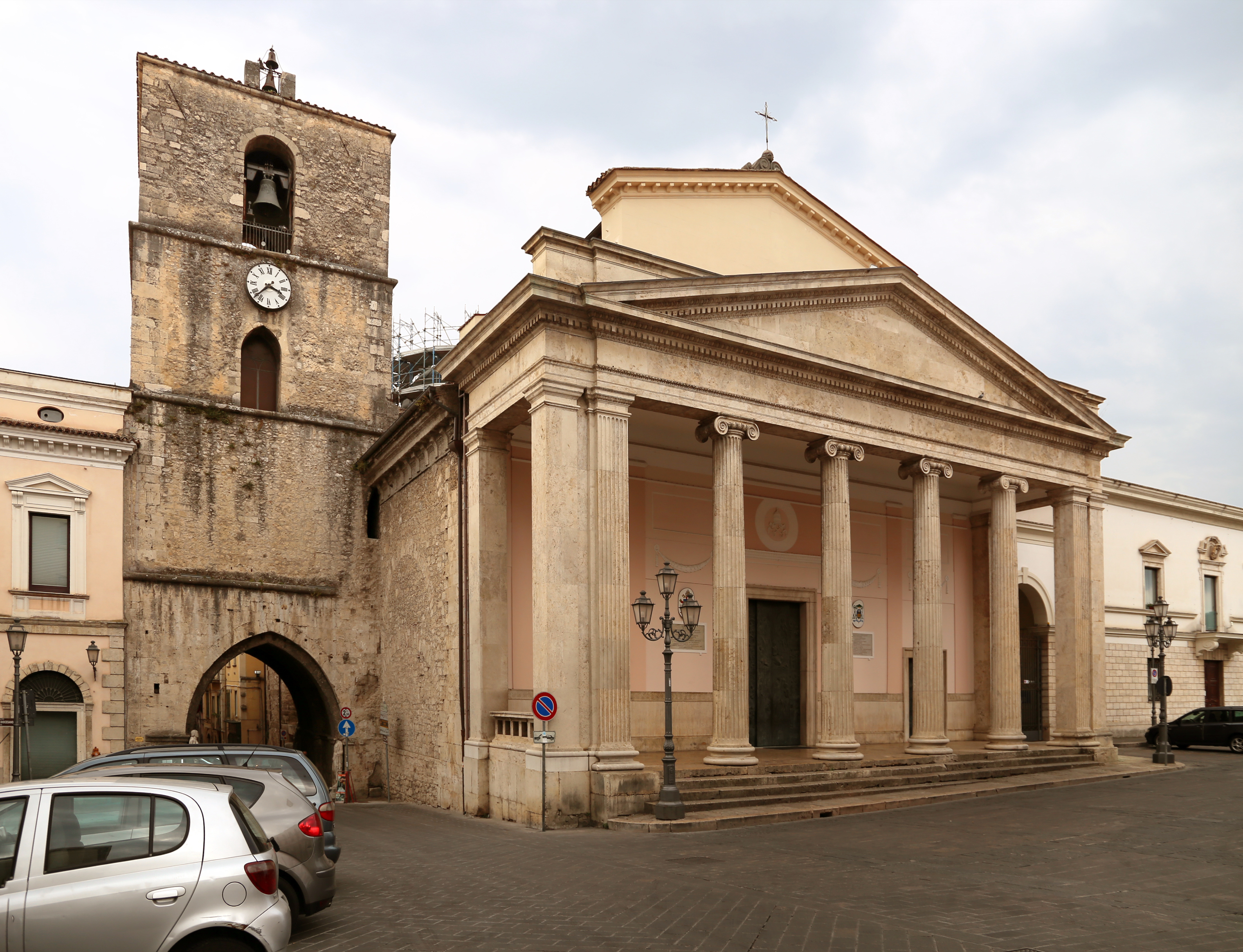
La Cattedrale

## La Cattedrale
La Cattedrale di Isernia è dedicata San Pietro Apostolo. Il suo aspetto odierno è il risultato di numerosi interventi, effettuati sia dopo i numerosi terremoti, sia in seguito a progetti di rinnovamento dell'edificio.

## Eremo dei Santi Cosma e Damiano

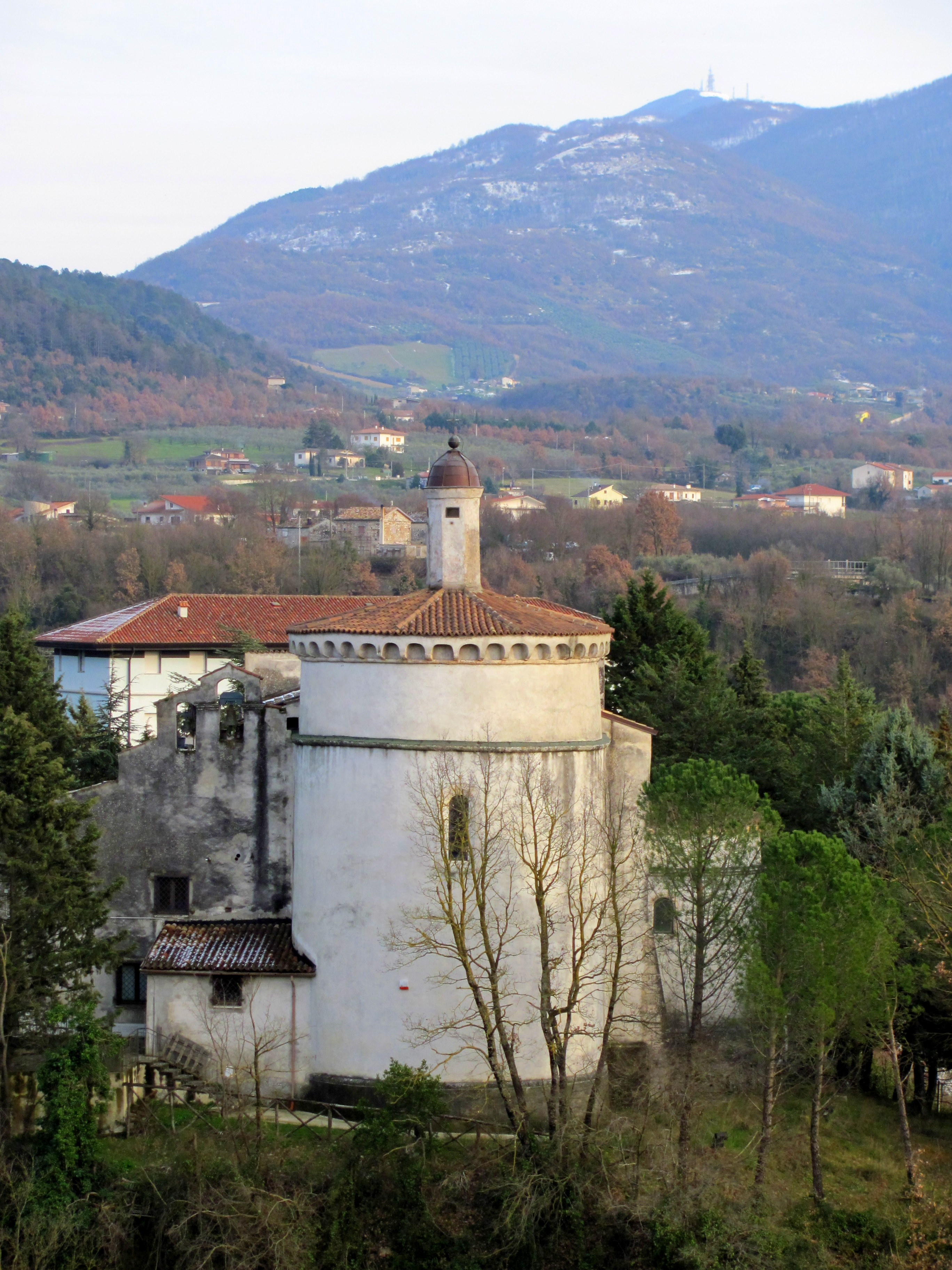
L'eremo dei Santi Cosma e Damiano

Su una collina poco distante dall'abitato, sorge l'Eremo dei Santi Cosma e Damiano, i due fratelli medici che subirono il martirio sotto Diocleziano. La Chiesa fu costruita sui ruderi di un tempio pagano molto antico, ma si hanno notizie della costruzione soltanto dal 1130. Questo tempio era dedicato al culto di Priapo, dio protettore della virilità. Con l'avvento del Cristianesimo, tale culto è continuato e non a caso furono scelti i due santi medici come titolari della nuova Chiesa.
Durante il diciottesimo secolo, un diplomatico inglese, William Hamilton, descrisse con una lettera la permanenza del culto di Priapo nel contado del Molise. Egli sosteneva che Priapo era stato sostituito con San Cosma, e che la sua celebrazione avveniva come si faceva per il dio pagano. In realtà l'autenticità della lettera è messa in dubbio per una serie di motivi tra cui l'anticlericità dello scrittore.
Fino a qualche secolo fa, facevano bella mostra o addirittura venivano portati in processione molti simboli fallici; la lanterna, di forma molto allungata, posta al di sopra del torrione, non è altro che un simbolo fallico.
L'attuale struttura architettonica, con l'ampia scalinata d'accesso e il porticato, risale al Cinquecento. Il tempio ha il soffitto a cassettoni, molti affreschi che illustrano la vita e i miracoli dei due santi medici e una raccolta di ex voto.
Ci sono infine delle leggende sul culto dei due santi tramandati oralmente nella cultura isernina.

## Chiesa di San Francesco
La Chiesa di San Francesco, con annesso il Monastero dei Padri Conventuali, fu fatta costruire nel 1222 da Francesco d'Assisi, di passaggio ad Isernia. Così cita la leggenda, in realtà non si è sicuri sulla data di costruzione, anteriore al 1256 e completata nel 1267, come recita l'epigrafe sulla facciata della chiesa, ma quella di san Francesco è da ritenersi certamente una leggenda. In seguito, fu dedicata a S. Stefano; l'ingresso, inoltre, venne spostato dalla parte opposta all'attuale, su via Roma. Dopo la morte del Santo d'Assisi, furono cambiati l'orientamento e il nome della chiesa, conservando tuttavia molti elementi medievali. Sulla sinistra vi è una vera e propria chiesa nella chiesa, il cosiddetto cappellone di S. Antonio, edificato nel 1450. Numerose le opere d'arte presenti, tra cui due Crocifissi del XVI secolo, una statua lignea della Madonna della Provvidenza del XIV secolo e una campana fusa nel 1259.

## Chiesa di Santa Chiara
La chiesa di Santa Chiara, insieme al monastero omonimo, è stata fondata nel 1275. Allo stato attuale, però, non esistono più tracce dell'edificio originario. Nel 1809 il monastero fu soppresso, mentre verso la fine del secolo un terremoto danneggiò seriamente la chiesa, che per questo fu chiusa al culto; la riapertura avvenne il 10 ottobre 1910. Durante la prima guerra mondiale, l'ex edificio monasteriale servì da alloggio a prigionieri austriaci e ungheresi.
La chiesa custodisce la statua dell'Addolorata che, durante la processione del Venerdì Santo, viene trasportata dai portantini subito dietro a quella del Cristo morto.

## Chiesa Santa Maria delle Monache
L'ex monastero di Santa Maria delle Monache, situato nel cuore del centro storico di Isernia, è uno dei più antichi monumenti della città. Di origine altomedioevale, fu costruito intorno all'anno 1000, mentre l'annessa chiesa dell'Assunta con il poderoso campanile risale al VII secolo, ai tempi cioè del principe longobardo Arechi. Ha ospitato le monache dell'ordine benedettino fino al 1868, anno in cui venne soppresso e incamerato dal demanio dello Stato.
Il complesso monumentale di Santa Maria delle Monache, fu adibito, dall'unità d'Italia in poi, a svariati usi (caserma, carcere etc), ed è attualmente sede distaccata della Sovraintendenza archeologica e per i beni culturali del Molise; ospita inoltre la mostra dei reperti paleologici di Isernia La Pineta, il museo archeologico e la biblioteca civica. Conserva testimonianze archeologiche della città. È stato anche arricchito da collezioni lapidarie provenienti dal territorio limitrofo e materiale didattico sui Sanniti, preparato in occasione di una mostra sull'argomento. Sono presenti reperti dalle necropoli di Termoli, Larino, Montorio dei Frentani, Alfedena, Carovilli, Campochiaro, Pozzilli ecc.

## Arco di San Pietro
La torre campanaria della Chiesa Cattedrale, comunemente chiamata l'arco di S. Pietro, è posta a cavallo dell'asse principale della città e, anticamente, serviva sia la Chiesa di S. Pietro che quella di S. Paolo, situata all'altro lato della strada, ove ora è la sede dell'Università. La costruzione del campanile risale quasi sicuramente agli anni che seguirono il terremoto del 1349, quando si decise di cambiare l'orientamento della Cattedrale; molti sono i rifacimenti che esso ha subito nel corso degli anni, ma la parte inferiore è sicuramente originale trecentesca su una base del IX secolo: è una torre quadrata di stile gotico con archi a sesto acuto a quattro ordini con alla sommità un orologio. Ai quattro angoli interni dei due archi vi sono quattro statue togate romane provenienti dall'area del foro.

## Chiesa di San Giuseppe Lavoratore
È una delle chiese più recenti della città (la sua costruzione iniziò nel 1993), nata su progetto di Mario Castrataro a causa del veloce sviluppo del popoloso quartiere di San Lazzaro, a nord della città. Completamente in cemento, è composta da tre cupole principali, ampie vetrate sulla parte anteriore (realizzate da Gino Pannunzio) ed è alta circa 30 metri. Ha una capienza di circa duemila persone e sotto di essa è presente anche un centro sportivo.

## Chiesa di San Pietro Celestino
La chiesa di San Pietro Celestino fu fondata, insieme al monastero omonimo, nel 1623. Il monastero è stato distrutto nel 1943 dai soldati tedeschi, che lo minarono prima della ritirata. La chiesa, invece, è stata risparmiata dagli eventi bellici. Attualmente, la chiesa è anche sede della Congrega di San Pietro Celestino.

## Chiesa dell'Immacolata Concezione
La Chiesa dell'Immacolata Concezione fu rasa al suolo dal terremoto del 1805 e ricostruita nel 1852. La facciata, inoltre, subì ulteriori interventi nel 1952. L'interno è caratterizzato da una navata unica, con un soffitto ligneo degno di nota, in stile tipicamente trecentesco. Attualmente, è sede della Confraternita "La Fraterna", istituita dal Vescovo Ettore nel 1986, in memoria della omonima e più celebre confraternita del XIII secolo.

## Chiesa di Santa Maria Assunta
Di recente costruzione e situata in piazza Giustino D'Uva, è punto di riferimento di tutta la parte nuova della città. In stile moderno, l'esterno riprende le canne mozze di un organo, nonché quelle di un flauto pastorale; gli interni sono molto semplici e funzionali. Oltre al tempio sono presenti anche molte sale dietro e sotto la chiesa, che sono adibite a spettacoli e corsi religiosi.

## Parrocchia Sacro Cuore
Edificata nel 1948 ad opera di Cosmo de Vincenzi, fu voluta da Padre Giacinto, che ne fu anche promotore (la chiesa è conosciuta tra gli isernini anche come "Padre Giacinto"). Comprende la chiesa, la residenza dei Frati Cappuccini confratelli di San Pio da Pietrelcina e una casa di riposo per anziani chiamata Casa Mia per Anziani. Il complesso sorge in piazza Veneziale in cui è presente una fontana con una statua. Dietro la chiesa sono presenti anche dei campi da calcetto.